# Jackass
Jackass (deutsch: Idiot, Dummkopf, Trottel) war eine US-amerikanische Fernsehsendung des Musiksenders MTV. Die Serie wurde von 2000 bis 2002 produziert und in Deutschland erstmals am 8. Februar 2001 ausgestrahlt. In jeder Folge wurden von den Protagonisten gefährliche oder selbstverletzende Stunts und Mutproben durchgeführt.

## Inhalt
In Jackass wurden Stunts und Streiche von verschiedenen Darstellern gezeigt. Ebenso mussten die Protagonisten auch ekelerregende Mutproben bestehen oder begaben sich bewusst in lebensgefährliche Situationen. Die Darsteller, laut Haftungsausschlusserklärung allesamt Stuntprofis, stammten größtenteils aus der Skateboardszene, was auch während der Sendungen stets unterstrichen wurde. Anfangs probierte Johnny Knoxville Geräte zur Selbstverteidigung, etwa Taser, Pfefferspray und Elektroschocker, an sich selbst aus.
Das Format hatte seine Ursprünge im Umfeld der Skateboardzeitschrift Big Brother Magazine. Schon 1998 waren etwa Johnny Knoxville und Chris Pontius im Skatevideo Big Brother: Number Two in einem ähnlichen Setting zu sehen. Musikalisch wurden die Sendungen zum Großteil von genretypischer Punk-Rock-Musik untermalt. Präsentiert wurde Jackass im klassischen Stil MTV-typischer Produktionen als Infotainment-Programm mit satirischem Inhalt. Die Titelmelodie stammt aus dem Lied Corona der Band Minutemen.

## Verfilmungen
Nach dem Ende der Serie wurden mit Jackass: The Movie, Jackass: Nummer Zwei, Jackass 3D, Jackass: Bad Grandpa und Jackass Forever fünf Filme veröffentlicht, die auf der Serie Jackass basieren.

## Nachfolgeprojekte
Steve-O und Chris Pontius waren von 2003 bis 2006 die Hauptdarsteller der Serie Wildboyz, Bam Margera hatte mit Viva La Bam und Bam’s Unholy Union zwei eigene Serien und Ryan Dunn moderierte die Sendung Homewrecker.

## Jackass: The Game
Im September 2007 erschien auch ein weltweit vertriebenes Videospiel für die PlayStation 2 und PlayStation Portable. Im Januar 2008 folgte ein Ableger für den Nintendo DS. Spieler können dabei in die Rollen der Protagonisten schlüpfen und analog zur Fernsehserie diverse Stunts ausüben.

## Darsteller & Crew

### Hauptdarsteller
- Johnny Knoxville
- Chris Pontius
- Steve-O
- Preston Lacy
- Jason „Wee Man“ Acuña
- Bam Margera
- Ryan Dunn († 2011)
- Dave England
- Ehren McGhehey

### Weitere Darsteller
- Brandon DiCamillo
- Stephanie Hodge
- Rake Yohn (Edward Carl Webb)
- Raab Himself (Chris Raab)
- Phil und April Margera – die Eltern von Bam
- Jess Margera – älterer Bruder von Bam Margera und Schlagzeuger der Band CKY
- Vincent „Don Vito“ Margera († 2015) – Onkel von Bam und Bruder von Phil
- Manny Puig
- Loomis Fall